# 釋能海
釋能海（1886年1月20日—1967年1月1日），俗名龚学光，字缉熙，又字阔初，男，四川绵竹人，中国近代佛教高僧，后人尊称为能海上师、海公上师。

## 生平
能海出生于四川省绵竹市汉旺镇。父亲名叫龚常一，是位商人，母亲为张氏。能海有一个姐姐，比能海大10岁。父母在能海年幼的时候就都去世了，家里的两个孩子（能海和其姐姐）相依为命，互相帮助得以生存。能海14岁在成都恒升通匹头业当学徒。在私塾读书的时候，有一位姓龚的老师，见能海聪明，便象亲身儿子那样教导他，传授了很多有用的知识。
后来，龚学光曾任云南讲武堂的教官，为中华民国培养了大批军事人才。
1924年，龚学光潜心出家。1925年（民国十三年）在成都市新都区的宝光寺从釋贯一受具足戒。同年，隨大勇法師的留藏學法團，由四川邊境準備進入西藏，學習藏傳佛教。
1928年到1940年，他一直在西藏，师从西藏之月轮、白文殊法成就者、宗喀巴大师二十八代传人康萨仁波切，成为宗喀巴大师嫡传二十八代。
能海上师学成之后，回到成都近慈寺，翻译和出版佛经，同时培养了大批的学生，被誉为“宗喀巴大师以后密宗第三法王”。
1949年后，历任全国人大代表、山西省政协委员、中国佛教协会副会长、山西省佛教协会会长。
1966年夏，十年浩劫开始，法师住锡五台山善财洞，被红卫兵围攻批斗，划为黑帮首领，备受种种凌辱折磨。法师始终不怨不尤，坦然置之，观众生业力现前，深表悲悯。今虽恼我，消我宿业，与我有缘，是我善知识，当令发菩提心。是年底红卫兵宣布：解散全山寺庙，僧人一律遣返原籍。法师认为世缘已尽，曾问左右，是否当走？均默然。至12月31日晚照常参加政治学习，身体并无不适。至半夜，起床小解，遇成宗法师说：“明日代我请假，就说我不好了。”次日为1967年元旦，深德法师起床，见能海法师搭衣拥被，跏趺坐。呼之进早斋。不应，探视，早已寂然坐脱。世寿81岁，戒腊43岁。之后上师的遗骨葬于中国五台山清凉桥。1978年3月，中国五台山佛教协会在显通寺为释能海召开追悼大会，中国国务院宗教事务局及中国佛教协会派代表参加，并函电致悼。遗骨塔建在宝塔山山脚下。
中国佛教协会会长赵朴初题塔铭：

承文殊教，振锡清凉。显密双弘，遥遵法王；律履冰洁，智刃金刚。作和平使，为释宗光；五嵿巍巍，三峨苍苍，閟塔崇岳，德音无疆。

## 弟子
能海上师的法脉传人是蒙文登，仪轨传人是五台山清海上师。
- 释仁清
- 释清定
- 释隆莲
- 释万法
- 释贞意
- 释大吉

## 著作
- 《菩提道次第论科颂讲记》
- 《归依三宝始终学修摄要颂》
- 《四分律藏》— 分六十卷亦集为颂文

## 诗集

### 《国庆十周年颂》
祖国河山丽，贤能缔造劳。颠危成往事，人物数今朝。凤历翻新页，鹰瞵扫旧骄。红旗迎旭日，万古拂云霄。
周道金绳直，尧天玉宇睛。行行呈懋绩，队队列材英。干羽鱼龙舞，箫韶雅颂声。阳春一和煦，百卉竞敷荣。
万国衣冠集，千乘玉帛同。斗杓瞻北海，霜霰让东风。互惠谁为敌，无侵道至公。和平无数翼，飞去满寰中。
十年看树木，五嵿渐成阴。金碧崇新构，钟鱼彻远林。盛世无忧上，禅栖法喜深。山窗制新颂，身是太平僧。

## 参看
- 中国佛教

## 外部連結
- 能海法师传
- 康萨仁波切与能海法师的师徒往事兼论民国时期汉藏佛教文化  [永久]
- 《看得见的佛法》能海法师： 能承文殊振锡清凉，海纳各家显密共弘！[]